# Nelson Rock
Nelson Rock är en kulle i Antarktis. Den ligger i Östantarktis. Australien gör anspråk på området. Toppen på Nelson Rock är 3 meter över havet.
Terrängen runt Nelson Rock är varierad. Trakten är obefolkad. Det finns inga samhällen i närheten.